# Durio excelsus
Durio excelsus là một loài thực vật có hoa trong họ Cẩm quỳ. Loài này được (Korth.) Bakh. mô tả khoa học đầu tiên năm 1924.